# OpenSSO
Az OpenSSO egy nyílt forráskódú hozzáférés-menedzsment és federációs szerverplatform volt.
2010 februárjában az Oracle befejezte a Sun Microsystems felvásárlását, és nem sokkal ezután eltávolította az OpenSSO letöltésének lehetőségét a weboldalukról előre nem bejelentett módon. OpenSSO-t továbbiakban a ForgeRock fogja fejleszteni és támogatni új név alatt, "OpenAM" néven.
2005 júliusában a Sun Microsystems bejelentette, hogy  az OpenSSO a Sun Java System Access Manager-en alapul, és ez lesz a magja a Sun kereskedelmi elérésmenedzsment és federációs termékének az OpenSSO Enterprise-nak (korábban Sun Access Manager and Sun Federation Manager).

## OpenSSO Express
2008 júliusában a Sun bejelentette, hogy fizetős támogatást nyújt az OpenSSO szabályos időnként kiadott "Expressz" kiadásaira.  
A Sun-nak kezdetben volt egy olyan törekvése, hogy szabályosan kb. negyedévenként adja ki az expressz kiadásokat, ezzel is hozzásegítve az üzleti felhasználókat az új beépített funkciók korai eléréséhez.

## OpenSSO Enterprise
2008 szeptemberében a Sun bejelentette, hogy az OpenSSO Enterprise 8.0-s verzió lesz az OpenSSO projekt első kereskedelmi terméke. A termék 2008 novemberében jelent meg.
OpenSSO Enterprise megnyerte a 2009-es év terméke címet a Developer.com biztonság kategóriájában.
2009 májusában - nem sokkal az Oracle a Sunra tett akvizíciós bejelentése után - megjelent a OpenSSO Enterprise 8.0 Update 1 kiadás.

## Fordítás
Ez a szócikk részben vagy egészben  az   OpenSSO című angol Wikipédia-szócikk ezen változatának fordításán alapul.  Az eredeti cikk szerkesztőit annak laptörténete sorolja fel. Ez a jelzés csupán a megfogalmazás eredetét és a szerzői jogokat jelzi, nem szolgál a cikkben szereplő információk forrásmegjelöléseként.